# Djurgårdens IF Innebandy
Djurgårdens IF Innebandy är den svenska idrottsföreningen Djurgårdens IF:s innebandysektion. Innebandysektionen bildades den 17 december 1990 och spelar i Eriksdalshallen.

## Herrlaget
Djurgården Innebandy Herr spelade säsongen 2012/2013 i division 4 västra och hade som målsättning att stiga i seriesystemet innan laget slogs samman med Caperiotäby. Laget spelar sedan säsongen 14/15 i Allsvenskan då Caperiotäby och Djurgårdens IF IBS gick samman efter att Caperiotäby åkt ur SSL (Svenska Superligan) och var klara för spel i Allsvenskan. Sedan säsongen 14/15 har herrarna kvalat tre år i rad men missat chansen att ta klivet upp till SSL.
Säsongen 16/17 vann herrarna DM-guld i Stockholm, efter att laget vunnit mot AIK med 5-1. Säsongen 19/20 vann herrarna sitt andra DM-guld, 8-7 mot Älvsjö AIK efter att man vänt ett 7-2 underläge till seger i sista perioden. 
Säsongen 2020/21 vann Herrarna Allsvenskan Norra och i kval besegrade man Visby IBK med 2-1 i matcher därefter i den avgörande matchserien besegrade man Karlstad med 3-1 i matcher. I och med segern över Karlstad avancerade man till SSL. 
Tränaren (Mikael Öhman) samt en rad spelare valde att lämna efter att laget gått upp till SSL och laget lyckades inte ersätta den kvalité som lämnat truppen. Dessutom drabbades laget av skador på några nyckelspelare som inte heller kunde ersättas. Följande säsong i SSL blev därmed ett fiasko och laget tog endast 6 poäng på hela säsongen och slutade sist i SSL. Djurgården åkte därmed ner till Allsvenskan igen efter bara en säsong 
Inför säsongen 2022/23 var laget därmed åter i Allsvenskan. Inför säsongen så valde i princip hela truppen att lämna och mest betydande var förlusterna av lagets stjärnor som i princip varit konstanta poängspelare för laget sedan laget startade i allsvenskan säsongen 2014/15 (Sebastian Gafvelin, Patrik Kareliusson och Patrik Schantz). En nästan helt ny trupp bestående av unga spelare rekryterades ihop, De flesta spelarna var otesta på allsvensk nivå och laget var extremt nederlagstippat. Efter en katastrofal inledning på säsongen så byter Djurgården tränare, Rickard Gustafsson kommer in som ny tränare och leder laget till en osannolik upphämtning. DIF klarar sig kvar i sista omgången efter en riktigt stark andra halva av säsongen. 
Inför säsongen 2023/24 var laget återigen nederlagstippade eftersom det var hela 6 lag som skulle åka ur den kommande säsongen när norra och södra allsvenskan skulle slås ihop till en serie 2024/25. Laget hade dessutom tappat sina tre bästa poängspelare från föregående säsong. Återigen värvar Djurgården företrädesvis unga spelare, med undantaget att Djurgårds-ikonen Sebastian Gafvelin kom tillbaka till DIF. 

### Nuvarande spelartrupp
| Nr | Land    | Pos | Namn                |
| -- | ------- | --- | ------------------- |
| 30 | Sverige | MV  | Christoffer Viklund |
|    |         |     |                     |
|    |         |     |                     |
| 5  | Sverige | B   | Sebastian Andersson |
| 12 | Sverige | B   | Adam Rehn           |
|    |         |     |                     |
|    |         |     |                     |
| 34 | Sverige | B   | Anton Klinth        |
| 40 | Sverige | B   | Hugo Grass          |
| 66 | Sverige | B   | Anton Kraft Fernler |
| 99 | Sverige | B   | Harald Brännström   |
|    |         |     |                     |

| Nr | Land    | Pos | Namn               |
| -- | ------- | --- | ------------------ |
|    |         |     |                    |
| 13 | Sverige | A   | Lukas Granath      |
| 16 | Sverige | A   | Sebastian Gafvelin |
|    |         |     |                    |
| 27 | Sverige | A   | Jens Ohlin         |
| 28 | Sverige | A   | Albin Sandberg     |
|    |         |     |                    |
| 60 | Sverige | A   | Theodor Svensson   |
|    |         |     |                    |
|    |         |     |                    |
|    |         |     |                    |
| 88 | Sverige | A   | Pontus Höstman     |
|    |         |     |                    |

### Kända spelare
- Patrik Kareliusson
- Daniel Thorsson
- Robin Blank
- Oscar Norrman
- Sebastian Gafvelin
- Patrik Schantz

## Damlaget
Damlaget spelade på elitnivå säsongen 2010/2011 i omdöpta elitserien i innebandy till SSL (Svenska Superligan), och vann svenska mästerskapet under debutsäsongen. Djurgårdens damer fick en plats i elitserien efter en sammanslagning/övergång med Balrog Botkyrka IK:s damlags spelare och där med överlät Balrog sin elitserieplats åt Djurgårdslaget. Säsongen 2011/2012 gick Djurgårdens damer förlorande ur semifinalen med 2-3 i matcher mot SM-final vinnaren IKSU och fick delat brons. Säsongen 13/14 vann damerna svenska mästerskapet för andra gången under en tre års period. Året därpå blev turbulent med ekonomiska problem, spelarflykt och till slut konkurs.
Damlaget började om från den lägsta divisionen inför säsongen 15/16 som då var division 4. Säsongen 16/17 spelade damerna i division 3 där man vann samtliga 20 seriematcher och gick upp i division 2. Säsongen 17/18 slutade man på en andra plats i division 2 och kvalade sig upp i division 1. Sommaren blev dock turbulent med ytterligare en spelarflykt vilket gjorde att man inte kunde ställa ett lag på banan under säsongen 18/19. Säsongen 19/20 ställde man återigen ett lag på plan då man började om igen i division 3. Den säsongen slutade man på en 3:e plats. Säsongen 20/21 spelar man återigen i division 2.  
Kända spelare som förknippas med elitlaget Djurgården är bland annat Hermine Dahlerus och Emelie Lindström.